# Miho Museum

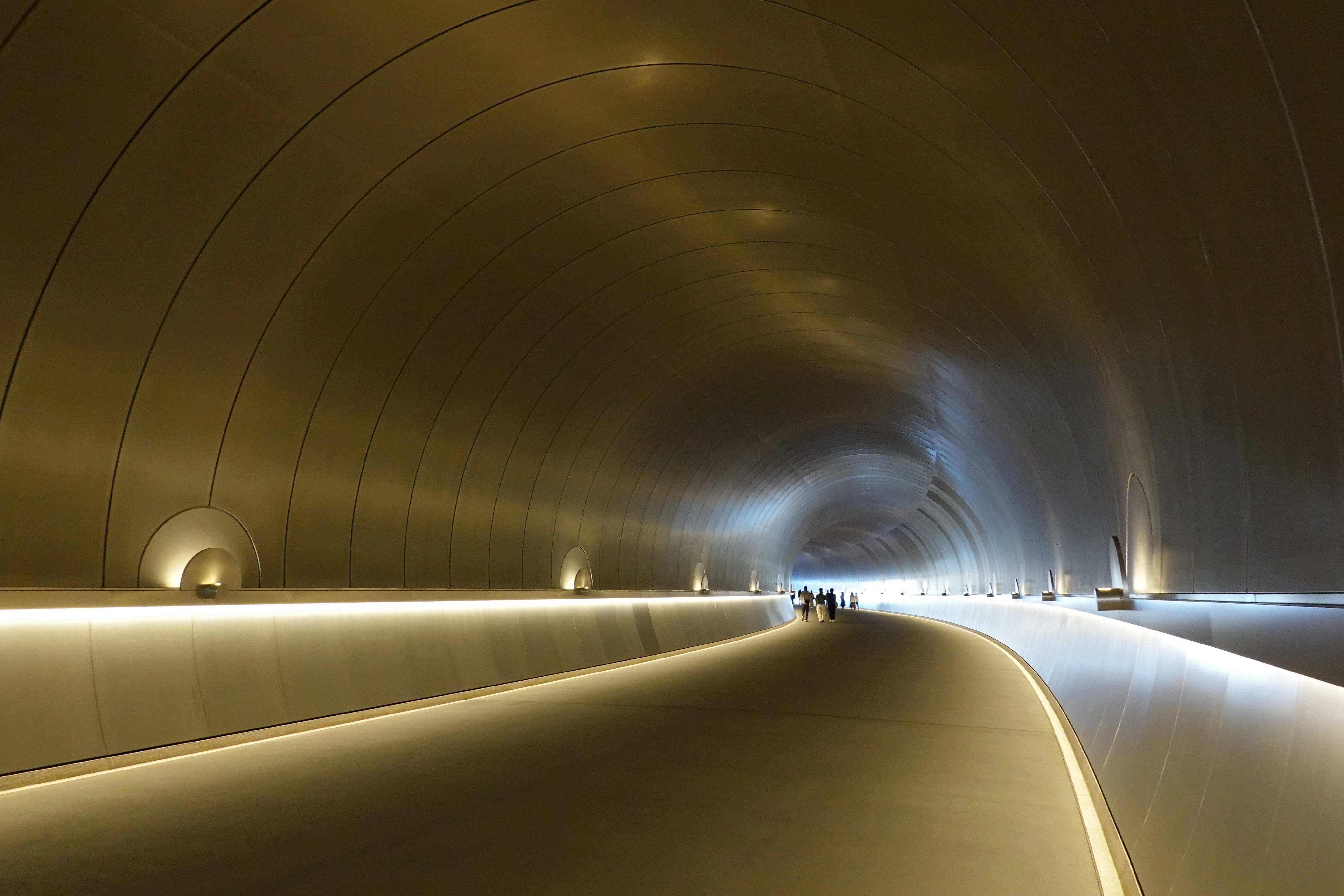

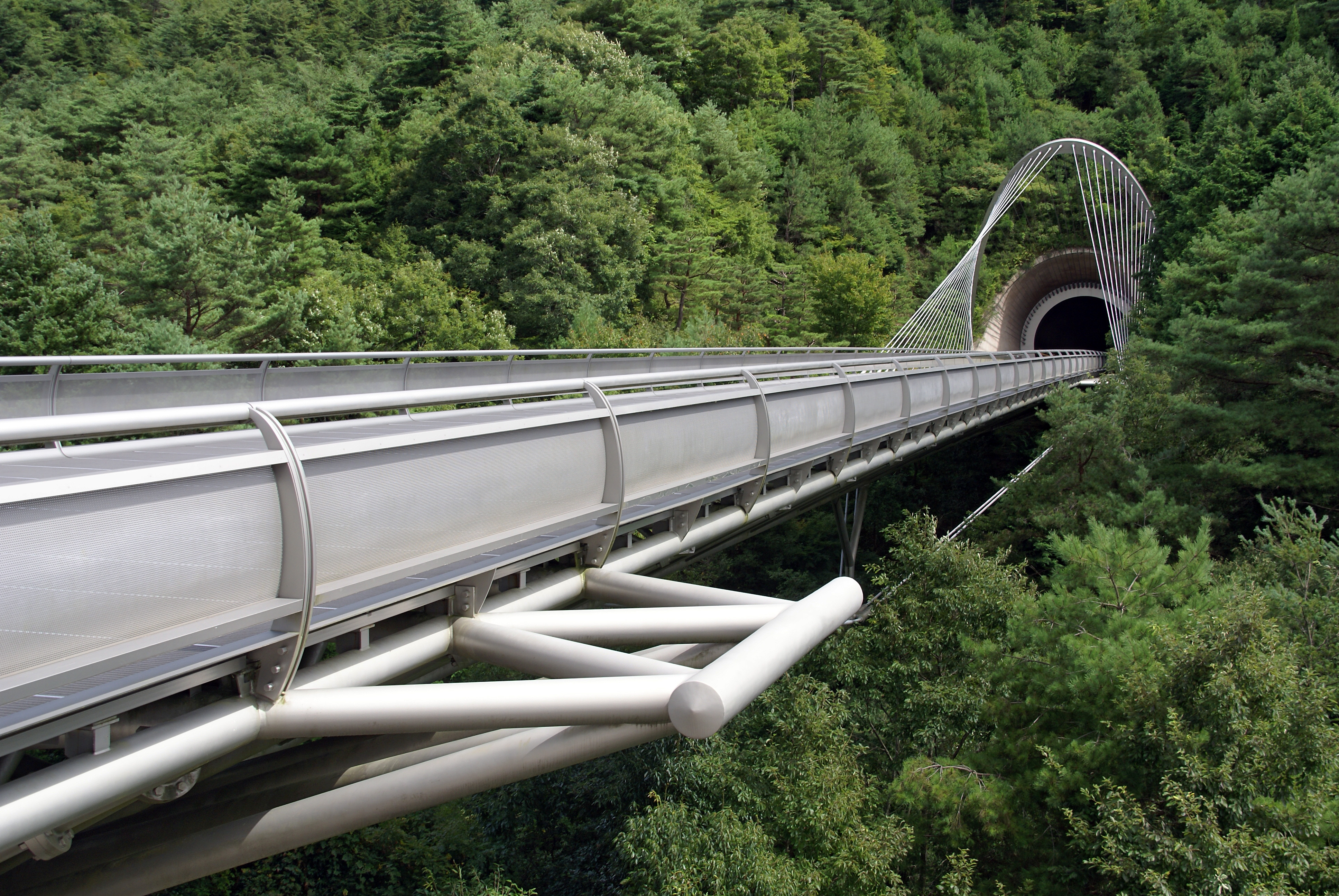

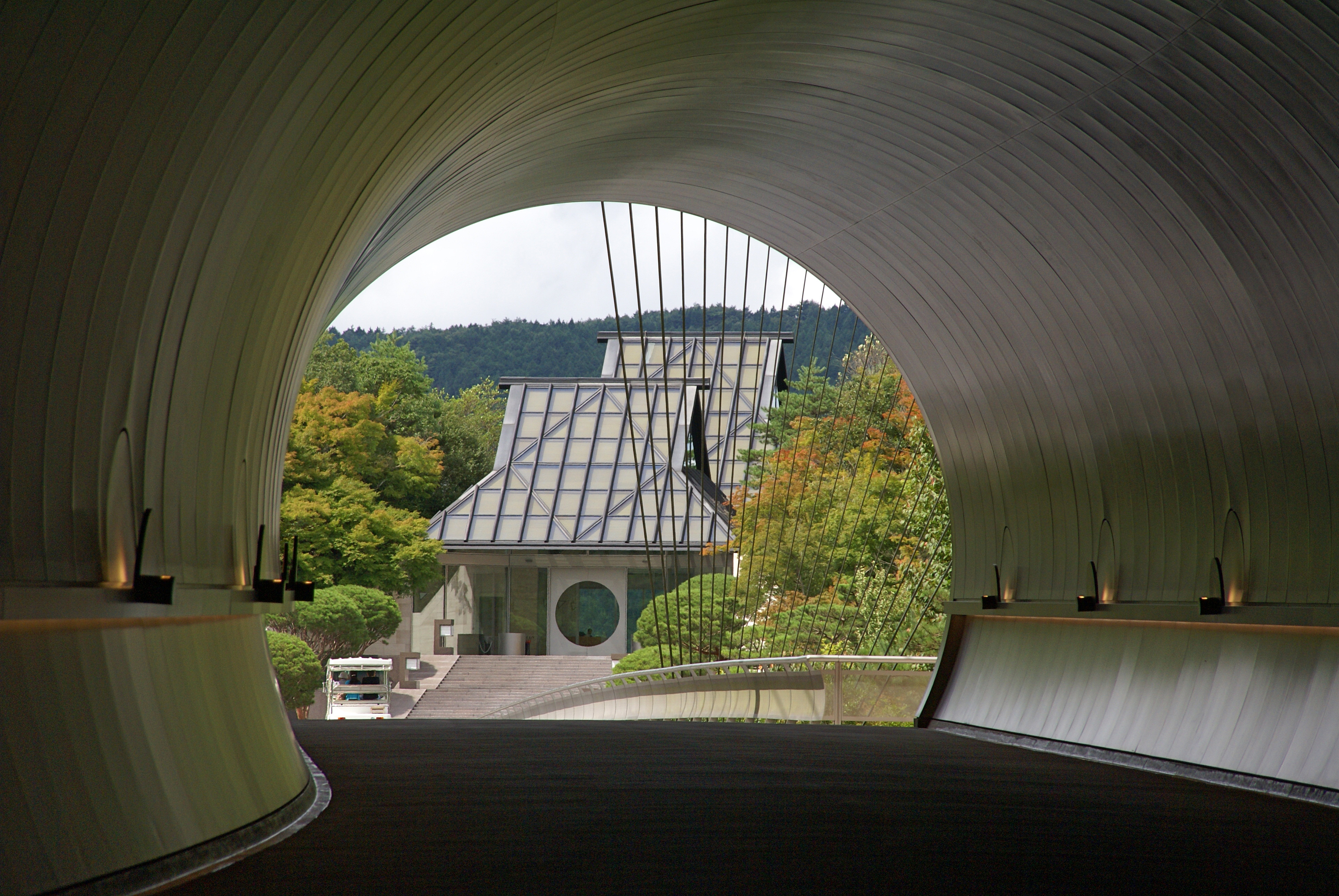

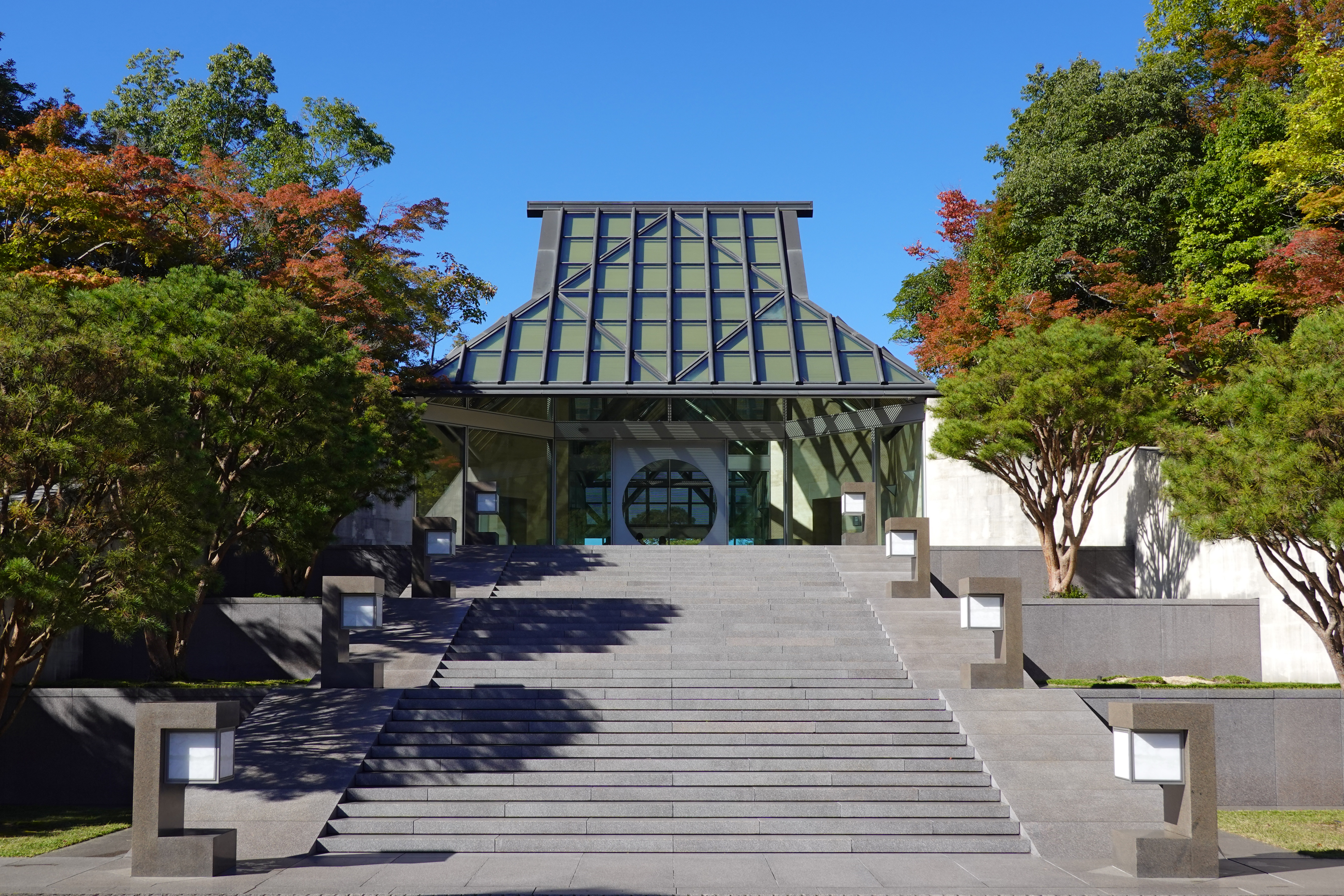

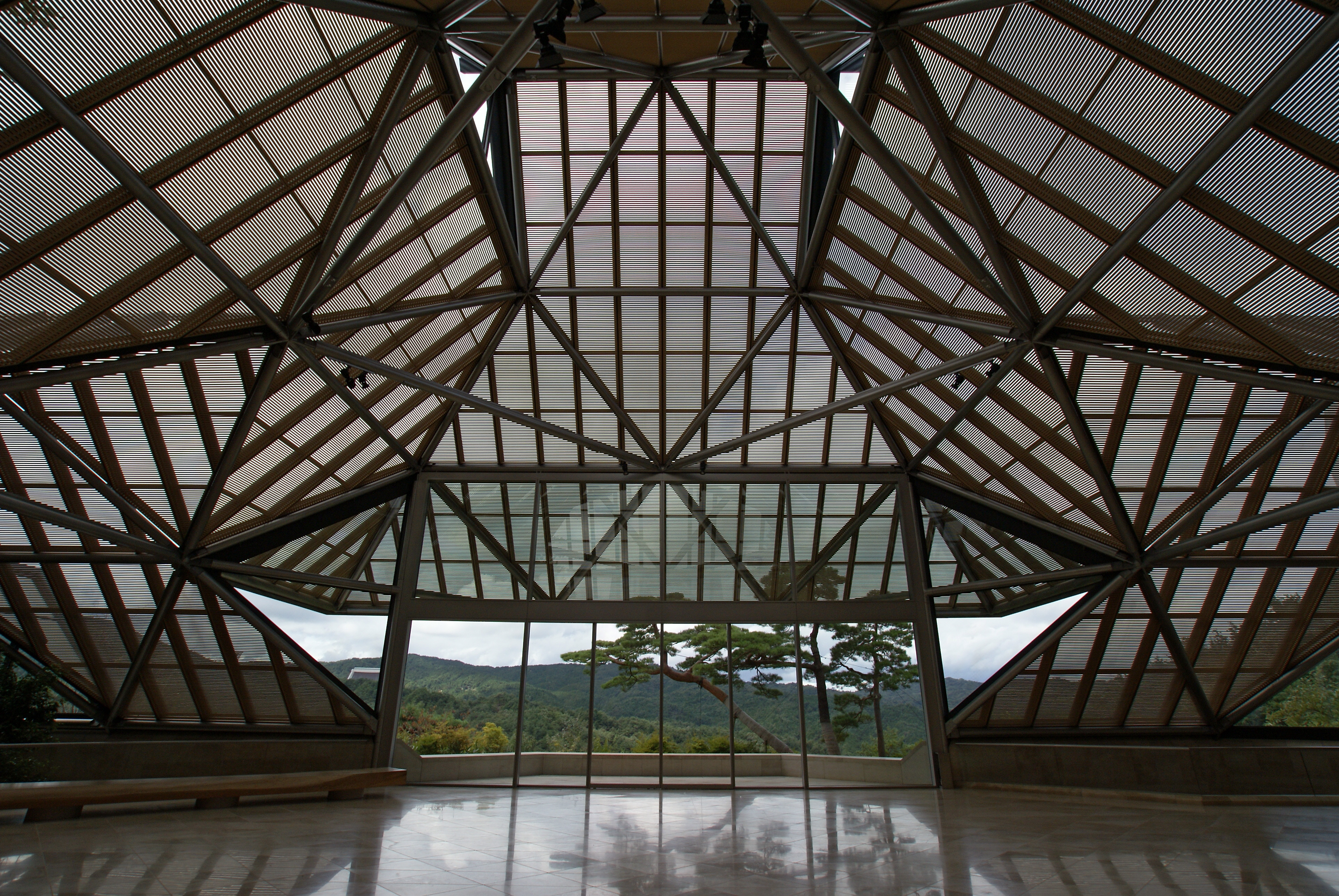

Das 1997 geöffnete Miho Museum befindet sich in der Nähe der Stadt Kōka in der japanischen Präfektur Shiga, nordöstlich von Kyōto. Das Museum geht zurück auf Mihoko Koyama (nach der es benannt wurde), der Erbin des Toyobo-Textil-Unternehmens, einer der reichsten Frauen Japans. 1970 gründete sie die spirituelle Bewegung Shinji Shumeikai, die inzwischen angeblich 400.000 Mitglieder weltweit hat. 1991 gab sie den Auftrag, das Museum in der Nähe von „Misono“, dem spirituellen Zentrum von Shumei, in den Bergen von Shiga, zu bauen.

## Sammlung
Das Miho Museum stellt Mihoko Koyamas private Kollektion asiatischer und westlicher Antiquitäten aus, außerdem weitere Ausstellungsstücke im Wert von angeblich 300 Millionen bis 1 Milliarde US-Dollar, die von Shumei auf dem Weltmarkt bis zur Öffnung des Museums 1997 gekauft wurden. Insgesamt umfasst die Sammlung 2000 Ausstellungsstücke, von denen etwa 250 zu sehen sind.

## Architektur
Der bekannte Architekt Ieoh Ming Pei hatte zuvor bereits den Glockenturm in „Misono“ gebaut, Shumeis internationalem Hauptquartier in der Nähe des Miho Museums. Mihoko Koyama und ihre Tochter Hiroko Koyama beauftragten daraufhin Pei, auch das Miho Museum zu bauen.
80 % des 17.400 Quadratmeter großen Gebäudes sind unterirdisch in den Berg gebaut. Einer Auflage der lokalen Behörden zufolge durfte nur eine begrenzte Fläche von außen sichtbar sein. Da die Sammlung während der Bauphase größer wurde, wurde das Projekt erweitert und somit letztlich mehr unterirdische Fläche gebaut als ursprünglich geplant. Das Dach besteht aus einer Glas- und Stahl-Konstruktion, während die Wände aus beigem Magny Doré Kalkstein aus Frankreich bestehen – demselben Material, das Pei auch beim Empfangsgebäude des Louvre benutzte.
Der Weg zum Museum führt zu einem Tunneleingang. Man kann diesen Weg mit Elektrofahrzeugen des Museums zurücklegen. Der Tunnel ist etwa 200 Meter lang und leicht gebogen, so dass der Ausgang anfangs nicht sichtbar ist. Am anderen Ende mündet der Tunnel in eine halbe Hängebrücke, die über eine etwa 100 Meter tiefe Schlucht gespannt ist. Der Durchgang durch den Tunnel soll das Betreten einer anderen, paradiesartigen Welt (Shangri-La) symbolisieren. Die Brücke mündet in einen kleinen Vorplatz, von dem aus einige Stufen hinauf zum Eingang des Museums führen. Diese kleine Treppe ähnelt den typischen Aufgängen zu japanischen Tempeln.
2002 erhielt die Museumsbrücke den „Outstanding Structure Award“ der IABSE.